# Картули (танец)
Картули (ქართული «грузинский») — грузинский народный парный танец, также известный под названием лезгинка. В прошлом носил название лекури (лезгинский).

## История
Картули сформировался в Кахетии и Картли приблизительно в конце XVIII-XIX веках[уточнить], на основе лезгинского танца, позаимствованного от местных кахетинских удин, лезгин, лакцев. Его первыми начали танцевать аристократы Тбилиси, с годами все регионы центральной Грузии.

## Описание
Основное движение танца — скольжение ног. Музыкальный размер — 6/8 или 3/6, темп от аллегро модерато до виваче, в Музыкальной энциклопедии (1974) ритм сравнивается с ритмом тарантеллы, но с отличиями в интонационном строе. Классическая форма пятичастная. Танец может исполняться отдельно или как вторая часть двухчастного цикла (после медленного давлури). Различаются мужской (более быстрый, иногда с ускорением темпа) и женский, а также сельский (с более свободным ритмом и элементами синкопирования) и городской (всегда быстрый, обычно парный) картули.
Мелодию образуют два или больше 2- или 4-тактных законченных построения, чередующихся в рондообразной форме с вариациями ритма и интонации, характерная черта — нисходящее движение по секундам. Инструментальное сопровождение включает гармоники или чонгури и ударные инструменты (доли, дайра, а также синхронные хлопки ладонями).
Классические образцы картули можно встретить в операх Захария Палиашвили: «Даиси», «Абесалом и Этери», «Даней», в симфонической форме — в работах Григория Киладзе и Ионы Туския.